# Mas entre les Camposines i la Fatarella
El Mas entre les Camposines i la Fatarella és una obra de la Fatarella (Terra Alta) inclosa a l'Inventari del Patrimoni Arquitectònic de Catalunya.

## Descripció
Mas dividit en tes parts ben diferenciades: habitatge, paller-corral i pati. Orientat cap al migdia. Conjunt de planta rectangular, murs a base de carreus de pedra, paredat de pedra i tancament del pati (actualment semi enderrocat) de pedra seca.
La zona d'habitatge es distribueix en planta baixa i primera. Existeixen alguns elements de tàpia. La zona de corral es distribueix en planta baixa i primera, al nivell del camí d'accés posterior. El cobert del corral és el típic de bigues mestres i cabirons de fusta, encanyissat i cobert de teula posada en sec.
Sobta la disposició dels elements amb cobertes a una única vessant.